# Silvia Janković
Silvia Janković (* 7. August 1984 in Wien) ist eine österreichische Politikerin der Sozialdemokratischen Partei Österreichs (SPÖ). Vom 11. Dezember 2020 bis zum 10. Juni 2025 war sie Bezirksvorsteherin im fünften Wiener Gemeindebezirk Margareten.

## Leben
Silvia Janković stammt aus einer Gastarbeiter-Familie, ihre Mutter war Hausbesorgerin im Gemeindebau, ihr Vater arbeitete bei der Stadt Wien in der MA48. Sie absolvierte den Studiengang Unternehmensführung an der FHWien der Wirtschaftskammer Wien, den sie 2006 als Magistra (FH) abschloss. Danach war sie von 2007 bis 2009 bei der Coca-Cola GmbH, 2010/11 bei der Wiener Städtischen Versicherung und von 2012 bis 2014 bei der Stabilo International GmbH tätig. An der FH Campus Wien schloss sie ein weiteres Studium in Public Management als Master of Arts ab. Ab 2018 arbeitete sie in der Institutsverwaltung an der Universität Wien.
2004 trat sie der SPÖ in Wien-Margareten bei, wo sie von 2009 bis 2016 Vorsitzende der Jungen Generation (JG) war. Von 2010 bis 2013 war sie als Bezirksrätin Mitglied der Bezirksvertretung Margareten und dort Mitglied im Finanzausschuss, in der Sozialkommission und der Bezirksentwicklungskommission. 2015 wurde sie Vorstandsmitglied der SPÖ Margareten, 2018 Mitglied des Wiener SPÖ Frauen Komitees und 2019 Vorsitzende der SPÖ Frauen Margareten. Von 2018 bis 2020 war sie Vorstandsmitglied der Jungen Generation der SPÖ Wien.
Für die SPÖ Margareten kandidierte sie als Spitzenkandidatin für die Bezirksvertretungswahl in Wien 2020, nachdem Bezirksvorsteherin Susanne Schaefer-Wiery im Februar 2020 aus der SPÖ austrat. Bei der Bezirksvertretungswahl erreichte die SPÖ 35,31 %, ein Minus von 3,44 %. Am 11. Dezember 2020 wurde sie in der konstituierenden Sitzung der Bezirksvertretung Margareten zur Bezirksvorsteherin gewählt und von Bürgermeister Michael Ludwig angelobt. Als Stellvertreter wurde Wolfgang Mitis in seinem Amt bestätigt.
Für die Bezirksvertretungswahl 2025 wurde Bezirksrat Christoph Lipinski zum Spitzenkandidaten der SPÖ Margareten gewählt. Am 10. Juni 2025 folgte ihr Michael Luxenberger (Grüne) als Bezirksvorsteher nach.